# ワイルドレタス

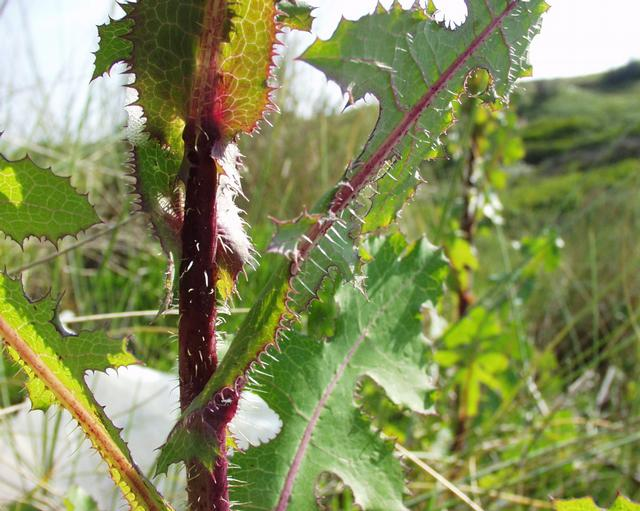
茎や葉は紫がかっている

ワイルドレタス（Wild lettuce、学名:Lactuca virosa）は、アキノノゲシ属の植物である。アヘンにも似た催眠効果や鎮痛効果などの穏やかな向精神作用が認められる。レタスに近い関係から、ビターレタス、オピウムレタス、ラクトゥカリュムソと呼ばれている。

## 概説
イングランドでよく見られるが、残りの地域では滅多に見られない。アイルランドでは皆無である。北米では、カリフォルニア州、アラバマ州、アイオワ州、ワシントンD.C.などで自生しているのが報告されている。